# HMS Epervier (1812)
Pour les autres navires du même nom, voir HMS Epervier.
Le HMS Epervier est un sloop de guerre lancé en 1812 à Rochester pour la Royal Navy. Capturé en 1814 par l'USS Peacock, il sert ensuite dans l'US Navy. Pendant l'été 1815, alors qu'il transporte un traité signé de la main du dey d'Alger, il disparaît dans l'Océan Atlantique après avoir passé le détroit de Gibraltar.